# Coruscant
Coruscant er en fiktiv planet i Star Wars-universet. Planeten blev ikke vist i de originale Star Wars-film, og optræder først gang i den udvidede version af Star Wars Episode VI: Jediridderen vender tilbage, der blev udgivet i 1997. Coruscant blev dog nævnt allerede i Heir to the Empire novellen i 1991.
Hele planeten er dækket af en stor by, der er vokset så højt op at den rækker ud i atmosfæren.
Coruscant har igennem tiderne været hovedstads-planet for Den Galaktiske Republik, Det Galaktiske Imperium, Den nye Republik, Yuuzhan Vong Imperiet og Den Galaktiske Alliance. Udover at være hjemsted for alle vigtige regerings bygninger, er Coruscant også det navigatorisk centrum i galaksen da dens koordinator er (0,0,0). På grund af dens placering og store befolkning, går alle de store handelsruter igennem Coruscant.

## Bag scenen
Den første version af planeten optrådte allerede i det rå udkast af manuskriptet til Star Wars Episode IV: Et Nyt Håb. På dette tidspunkt blev planeten kaldt Alderaan. Senere omskrivninger ændrede navnet til Granicus, før man helt droppede det i den første film.
Ideen om en planet helt dækket af en by, blev genoptaget i det første manuskript til Jediridderen vender tilbage.
Denne gang fik planeten navnet Had Abbadon, og det skulle være en by plaget af stor forurening og hjemsted for Kejserens palads. Overvejelserne om hvordan man skulle kunne gengive en helt planet fyldt med en by og en omskrivelse af historien i Star Wars VI gjorde dog at planeten igen blev droppet.
Det var forfatteren Timothy Zahn med hans novelle 'Heir to the Empire i 1991, der som den første gav planeten navnet Coruscant. George Lucas valgte så at tage navnet til sig da han lavede den udvidede version af Jediridderen vender tilbage i 1997. Her ser man dog kun ganske kort planeten efter Alliancen har vundet slaget ved Endor.

## Coruscant i Star Wars Universet
Dette er en oversigt over de forskellige Star Wars film og andet, hvor Coruscant optræder i.
I filmene episode 1 til 3, optræder Coruscant som centrum for det meste af handlingen. På selv Coruscant er det især Jedi templet og Det galaktiske senat hvor det mest af handlingen foregår.
Efter at Alliancen har vundet slaget ved Endor i "Jediridderen vender tilbage", ser man hvordan folk fejer denne sejrer på Coruscant. I den korte scene ser man folk juble på gaderne, imens andre er ved at rive en statue ned der forestiller Kejseren.
I spillet Star Wars: Empire at War og dens udvidelser, optræder Coruscant som hovedplaneten for Imperiet. I udvidelsen Forces Of Corruption, går en af missionerne ud på at man skal infiltrere Kejserens museum.

## Eksterne Links
- Wookieepedia
- Star Wars Databasen

|  | Infoboks uden skabelon Denne artikel har en infoboks dannet af en tabel eller tilsvarende. |